# Louder (Dotan)
Louder è un singolo di Dotan, pubblicato il 26 gennaio 2024.

## Video musicale
Il video alternativo è stato pubblicato il 23 febbraio 2024.

## Tracce
1. Louder – 3:50